# Pere Borrell del Caso
Pere Borrell del Caso (Puigcerdà, 1835. december 13. - Barcelona, 1910. május 16.) spanyol festő, illusztrátor, rézmetsző. Leghíresebb alkotása a trompe-l’oeil stílusban készült Menekülés a kritika elől (1874) című festménye.

## Élete
Tehetségét édesapjától örökölte, aki asztalosként dolgozott. Művészeti tanulmányokat folytatott.
Munkásságának nagy részét portréfestmények alkotják. Nazarénus stílusban készült vallási témájú freskói, melyeket Barcelonában, Gironában and Castellar del Vallès-ban készített, a spanyol polgárháború idején megsemmisültek. Műveit Spanyolország szerte több kiállításon, valamint 1878-ban a párizsi Világkiállításon is bemutatták. A barcelonai Escola de la Llotja két alkalommal is professzori állást ajánlott neki, de ő visszautasította az intézményt mert, szívesebben tanított saját magániskolájában. Nála tanult többek között: Romà Ribera, Ricard Canals, Adrià Gual, Xavier Nogués valamint Josep Maria Sert.
Puigcerdà főiskolája Intézetet (Institut Pere Borrell) nevezett el róla.